# Pinswang
Pinswang település Ausztria tartományának, Tirolnak a Reutte járásában található. Területe 9,47 km², lakosainak száma 406 fő, népsűrűsége pedig 43 fő/km² (2014. január 1-jén). A település 824 méteres tengerszint feletti magasságban helyezkedik el.
A település részei: Oberpinswang, Unterpinswang és Weißhaus.

## Fordítás
- Ez a szócikk részben vagy egészben  a   Pinswang című angol Wikipédia-szócikk ezen változatának fordításán alapul.  Az eredeti cikk szerkesztőit annak laptörténete sorolja fel. Ez a jelzés csupán a megfogalmazás eredetét és a szerzői jogokat jelzi, nem szolgál a cikkben szereplő információk forrásmegjelöléseként.